# Вја Ђардини (Казерта)
Вја Ђардини је насеље у Италији у округу Казерта, региону Кампанија.
Према процени из 2011. у насељу је живело 32 становника. Насеље се налази на надморској висини од 22 м.